# The Kelpies
The Kelpies sind zwei Skulpturen aus  rostfreiem Stahl, die jeweils rund 30 m hoch sind. Sie stehen in dem 2013 eröffneten Park The Helix nahe beim Forth and Clyde Canal in Falkirk, Schottland.
Die Skulpturen stellen zwei Kelpien dar, Wassergeister in Pferdegestalt. Damit soll die Bedeutung von Pferden und ihrer Zugkraft zu Beginn der wirtschaftlichen Entwicklung der Region ausgedrückt werden. Sie zogen u. a. schwer beladene Wagen, Pflüge und Lastkähne.
The Kelpies sind das Werk des Bildhauers Andy Scott. Jede Skulptur wiegt rund 300 t, sie bestehen jeweils aus einem Stahlgestell, auf dem rund 7000 unterschiedlich geformte, kleine Edelstahlplatten befestigt sind. Die Einweihung erfolgte am 21. April 2014.